# Polycentropus amphirhamphus
Polycentropus amphirhamphus – gatunek chruścika z rodziny przyocznicowatych i podrodziny Polycentropodinae.
Gatunek ten opisany został po raz pierwszy w 2011 roku przez Stevena W. Hamiltona i Ralpha W. Holzenthala na łamach „ZooKeys”. Jako lokalizację typową wskazano Nova Friburgo w brazylijskim stanie Rio de Janeiro.
Chruścik o żółtym do jasnobrązowego ciele z brązowymi wierzchem głowy i tułowia oraz odnóżami. Skrzydło przednie osiąga od 5,7 do 6,6 mm długości. Ubarwienie skrzydła jest brązowe z licznymi jasnymi łatkami. Odwłok samca ma łezkowate w widoku bocznym, a w widoku brzusznym z bardzo słabo przewężonymi pośrodku bokami oraz słabo wklęśniętym brzegiem tylnym dziewiąte sternum. Nie występuje przysadka pośrednia. Przysadka preanalna ma krótki i u szczytu szeroko-trójkąny wyrostek mezolateralny połączony szeroko podstawą z doogonowo skierowanym, bardzo szerokim u podstawy i dalej gwałtownie zwężonym wyrostkiem mezowentralnym tejże przysadki. Przysadka dolna jest w widoku brzusznym owalna i opatrzona wydatnym, zaokrąglonym kolcem kaudalnomezalnym, a w widoku bocznym krótka, okrągława, o niskiej i od góry zaokrąglonej flance grzbietowo-bocznej oraz pozbawiona kolca mezowentralnego. Przeciętnie długa fallobaza ma parę ostrzowatych, odgiętych na boki wyrostków wierzchołkowo-bocznych oraz wąski w widoku grzbietowym skleryt fallotremy, natomiast pozbawiona jest pasma zesklerotyzowanego endoteki. Skleryt subfalliczny jest nieobecny.
Owad neotropikalny, endemiczny dla Brazylii.